# Thomas Taddeus
« Thomas Taddeus », pseudonyme dont l'identité réelle n'a pas été révélée, est un écrivain français, né le 21 avril 1972 à Paris, et auteur de romans policiers.

## Biographie
Il achève en 1995 des études d'architecture à l'École spéciale d'architecture de Paris.
Il est ensuite stagiaire chez Jean Nouvel avant d'être recruté à la Banque européenne pour la reconstruction et le développement (BERD). Il aurait effectué jusqu'en 2005 des missions en Europe centrale et orientale (Russie, Hongrie, Croatie, République tchèque) avant de décider se consacrer à l'écriture de romans policiers.
Le même auteur utiliserait également l'identité féminine d'« Asuka Fujimori ».

## Œuvre

### Romans

#### Les enquêtes de l'inspecteur Bossa Nova[4]
- La Corde aux jours impairs, Flammarion, 2006  (ISBN 978-2-08-069033-3) ; réédition, J'ai lu no 8595, 2008  (ISBN 978-2-290-00410-4)[5]
- La Dernière Lueur du diamant, Flammarion, 2008  (ISBN 978-2-08-120690-8)